# Leuciscus burdigalensis
Leuciscus burdigalensis är en fiskart som beskrevs av Valenciennes, 1844. Leuciscus burdigalensis ingår i släktet Leuciscus och familjen karpfiskar. IUCN kategoriserar arten globalt som livskraftig. Inga underarter finns listade i Catalogue of Life.